# Glitter, glögg & rock’n’roll
Glitter, glögg & rock’n’roll är ett samlingsalbum från 1979, utigvet på röd vinyl med flera artister från skivbolaget EMI. Sångerna spelades in i november 1979, efter ett initiativ av EMI:s producent Kjell Andersson. År 1997 gavs en ny version på CD ut, den hade utökats med julsången Tänd ett ljus av trion Triad. Både Niklas Strömstedt och Lasse Lindbom från Triad var med på den första skivan. Anne-Lie Rydé deltog på skivan som sångerska i gruppen Extra.
Gyllene Tider höll vid denna tid på att spela in sitt första album, Gyllene Tider, på EMI och medverkar på flera låtar. Deras medverkan Glitter glögg & rock’n’roll blev därför deras första utgivning på EMI. Skivan avslutas med en akustisk version av Ulf Lundells julsång Snart kommer änglarna att landa, där en stor del av artisterna på skivan medverkar. Han gav ut en egen, mer genomproducerad version, två år senare på singel inför julen 1981. Den har sedan på flera vinterturnéer avslutat hans konserter.

## Låtlista
Låtarna består blandat av covers, nyskrivna texter och helt nyskrivet material.
|        | Titel                             | Upphovsman                                                                                                | Medverkande | Längd | Kommentar |
| ------ | --------------------------------- | --- | --- | ----- | --- |
| 0.     | Tänd ett ljus                     | | |       | Endast på CD-versionen från 1997                                                                                     |
| 1.     | Ser du stjärnan i det blå         | Original: When You Wish Upon a Star av Leigh Harline och Ned Washington Svensk text: Sven-Olof Sandberg   | The Eminents | 1:45  | |
| 2.     | God jul (Är det nå’n hemma?)      | Ulf Lundell                                                                                               | Ulf Lundell | 4:41  | |
| 3.     | Da’n före da’n                    | Niklas Strömstedt                                                                                         | Niklas Strömstedt och Gyllene Tider | 3:46  | |
| 4.     | Rudolf med röda mulen             | Original: Rudolph the Red Nosed Reindeer av Johnny Marks Svensk text: Eric Sandström                      | Janne Andersson Pop | 1:45  | |
| 5.     | Snön den faller vit               | Magnus Lindberg                                                                                           | Magnus Lindberg | 5:00  | |
| 6.     | 24:e december                     | Text och musik: Mats Persson och Per Gessle                                                               | Gyllene Tider | 4:34  | |
| 7.     | Nu tror du på tomten igen         | Original: Santa Claus is Coming to Town av Haven Gillespie och Fred J. Coots Svensk text: Monica Forsberg | Monica Forsberg | 3:00  | |
| 8.     | In i säcken                       | Original: Marches militaires No.1 av Franz Schubert Text: Anne-Lie Rydé och Mats Johansson                | Extra | 2:05  | Franz Schuberts melodi spelas årligen i Kalle Anka och hans vänner önskar God Jul, i inslaget I jultomtens verkstad. |
| Sida B |                                   | | |       | |
| 1.     | Stilla natt                       | Musik: Franz Xaver Gruber                                                                                 | Yngve Hammervald | 3:18  | |
| 2.     | Om jag fick en el-gitarr till jul | Original: I Wish It Could Be Christmas Everyday av Roy Wood Svensk text: Per Gessle                       | Lasse Lindbom Band | 4:29  | |
| 3.     | Spår i snön                       | Janne Andersson                                                                                           | Janne Andersson Pop | 3:27  | |
| 4.     | Sjömansjul på Hawaii              | Musik:Yngve Stoor Text: Helge Roundquist (som Miguel Torres)                                              | Lalla Hansson | 3:25  | |
| 5.     | Spring, Rudolf, spring            | Original: Run Rudolph, Run av Marvin Brody och Johnny Marks                                               | Peter O. Ekberg | 4:03  | |
| 6.     | Midnatt råder                     | Musik: Vilhelm Sefve-Svensson Text: Alfred Smedberg (som "Tippu Tipp"),                                   | Björn Skifs | 3:15  | Egentlig sångtitel är Tomtarnas julnatt                                                                              |
| 7.     | Snart kommer änglarna att landa   | Ulf Lundell                                                                                               | Ulf Lundell, Janne Anderson, Gyllene Tider, Niklas Strömstedt, Monica Forsberg, Peter O Ekberg, Lalla Hansson, Björn Skifs, Magnus Lindberg, Lasse Lindbom | 3:35  | |